# ميسم

رسم بياني يوضح الأجزاء الرئيسية التي تتكون منها الزهرة الناضجة

المِيسَم أو السِّمَة (بالإنجليزية: Stigma)‏ هو الجزء الأعلى من مدقة الزهرة، يوجد على القلم، يستقبل حبوب اللقاح (الطلع) في عملية التلقيح. أو هو الجزء العلوي في الخباء (طقم الأخبية يشكل المتاع وهو العضو الأنثوي في الزهرة) يستقبل حبوب اللقاح التي تنتقل بعد ذلك عبر القلم إلى المبيض.

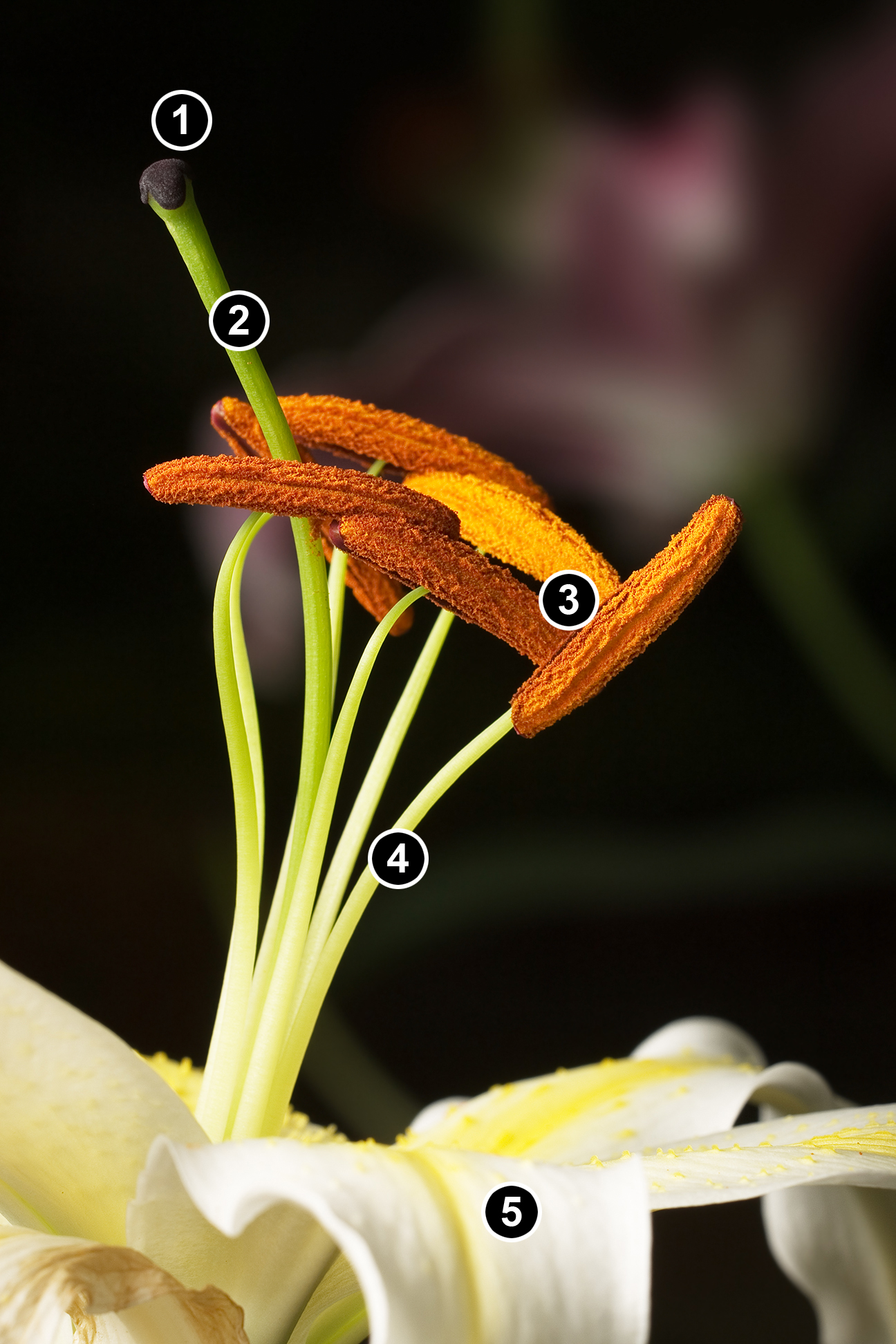
زنبق عيد الميلاد (الزنبق الأبيض الكبير). 1.الميسم 2. القلم 3. السداة 4. الخيط 5. البتلة

## روابط خارجية
- Stigma shape and size - English labels
- Terminal versus gynobasic style Images
- Gynobasic Diagram